# Masakra na festiwalu muzycznym w Re’im
Masakra na festiwalu muzycznym w Re’im – masakra dokonana 7 października 2023 roku przez bojowników rządzącego Strefą Gazy palestyńskiego ugrupowania Hamas na uczestnikach festiwalu muzyki psychedelic trance Supernova Sukkot Gathering, rozpoczętego poprzedniego dnia i zorganizowanego w zachodniej części pustyni Negew, niedaleko kibucu Re’im w Izraelu, leżącego około 3 km od granicy Izraela ze Strefą Gazy. Stanowiła część ataku Hamasu na Izrael, który zapoczątkował wojnę Izraela z Hamasem. Teren festiwalu był jednym z pierwszych miejsc w Izraelu zaatakowanych 7 października przez bojowników Hamasu.
Wydarzenia rozpoczęły się w godzinach 6:30–7:00 od uruchomienia syren alarmowych, ostrzegających o wystrzelonych rakietach. Niedługo później pięćdziesięciu bojowników Hamasu ubranych w mundury wojskowe przybyło na teren festiwalu furgonetkami, motocyklami i paralotniami, wyłączyli prąd po czym otwarli ogień we wszystkich kierunkach. Uczestnicy festiwalu, których liczba wynosiła według różnych źródeł od 3000 do 3500 osób, w panice rzucili się do ucieczki pieszo lub samochodami, jednak wielu z nich nie zdołało uniknąć postrzału lub zasadzek urządzanych na odjeżdżające samochody. Duża liczba ludzi została rozstrzelana przez bojowników przy wyjściach awaryjnych z terenu festiwalu. Pewna ilość festiwalowiczów próbowała się ukrywać w pobliskich krzakach i sadach owocowych lub w schronach przeciwbombowych w kibucu Re’im, które to miejsca były znane bojownikom Hamasu prowadzącym ich ostrzał. Masakra trwała, według relacji, od czterech do pięciu godzin zanim na miejscu pojawili się izraelscy żołnierze i funkcjonariusze służb ratunkowych.
Podczas ataku Hamasu na teren festiwalu życie straciły 364 osoby, zaś setki zostały ranne. Oprócz tego 40 osób zostało uprowadzonych i zabranych do Strefy Gazy jako zakładnicy. Atak na festiwal Supernova jest uważany za największą masakrę na ludności cywilnej w historii Izraela, a także za najbardziej śmiercionośny atak na koncercie muzycznym w historii.

## Miejsce
Miejscem masakry był dwudniowy festiwal muzyki psychedelic trance Supernova Sukkot Gathering, znany także pod nazwami Universo Paralello Festival i Tribe of Nova. Był on izraelską wersją festiwalu Universo Paralello, odbywającego się od prawie dwudziestu lat w brazylijskim stanie Bahia. Rozpoczął się w piątek 6 października 2023 roku około 22:00, kilka godzin po zakończeniu trwającego tydzień żydowskiego święta Sukkot. Został zorganizowany w zachodniej części pustyni Negew, niedaleko kibucu Re’im, leżącego około 3 km od granicy Izraela ze Strefą Gazy. Wśród występujących na nim wykonawców byli artyści zarówno krajowi jak i zagraniczni (z takich krajów, jak m.in. Brazylia, Hiszpania, Japonia i Meksyk). Obszar festiwalowy obejmował trzy sceny, pole namiotowe, bar i strefę gastronomiczną. Według późniejszych relacji niektórych uczestników festiwalu, przez całą noc z 6 na 7 października uczestniczyły w nim tysiące ludzi (od 3000 do 3500) w wieku 20–40 lat z całego kraju. Za zabezpieczenie imprezy odpowiedzialny był personel ochrony, ponadto obecna była także policja.

## Atak Hamasu

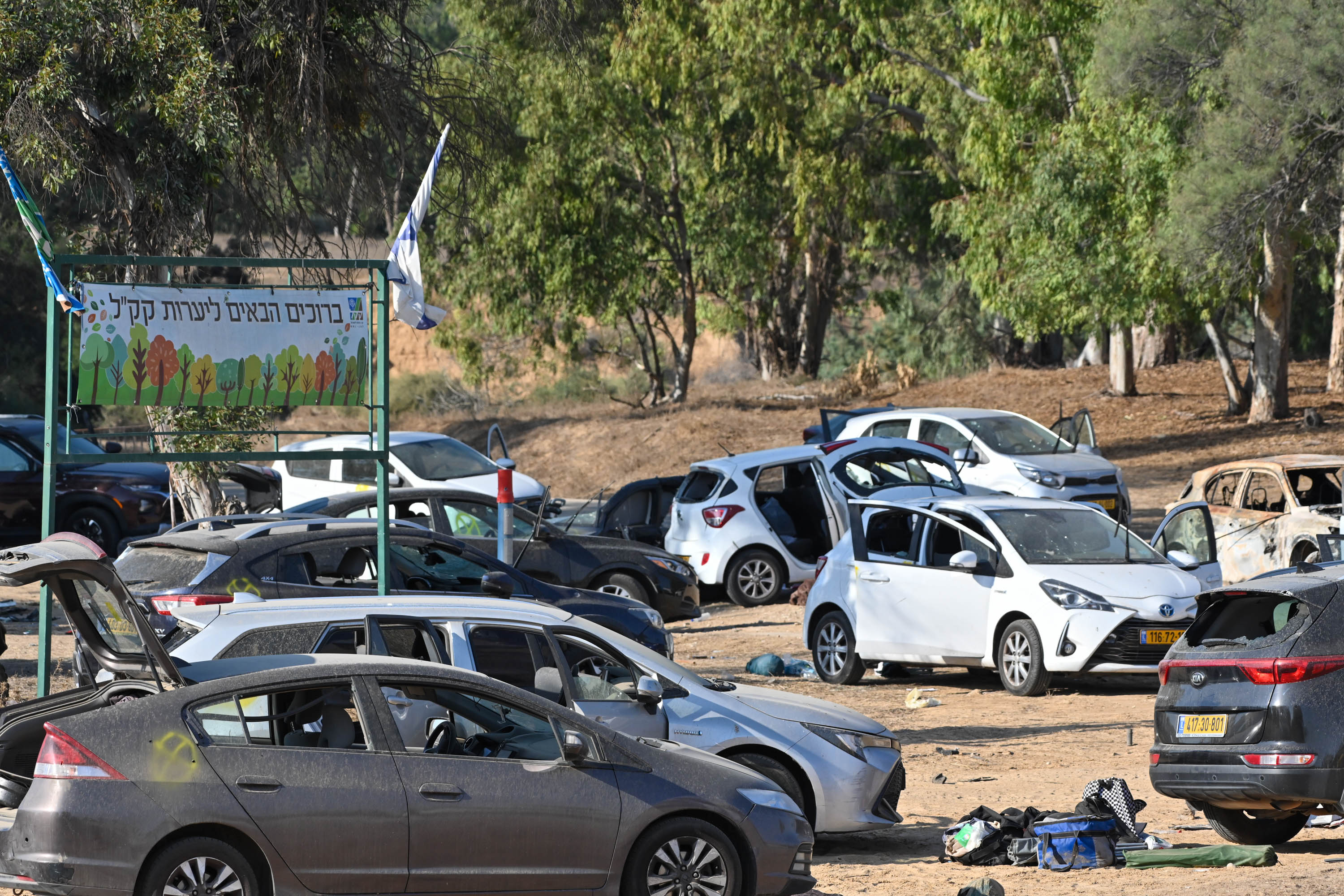
Porzucone i zniszczone samochody na terenie festiwalu na zdjęciu wykonanym 12 października 2023 roku

Festiwal Supernova Sukkot Gathering był jednym z pierwszych miejsc w Izraelu, które w sobotę 7 października 2023 roku w godzinach wczesnoporannych zostały zaatakowane przez bojowników rządzącego Strefą Gazy palestyńskiego ugrupowania Hamas. Według relacji niektórych uczestników festiwalu atak rozpoczął się w godzinach 6:30–7:00. Inni uczestnicy wskazali, że o świcie rozbrzmiały syreny alarmowe, a następnie wystrzelono rakiety i rozległy się strzały. Kolejne relacje ściślej opisywały początek ataku, a z ich treści wynikało, że pięćdziesięciu bojowników ubranych w mundury wojskowe przybyło furgonetkami i motocyklami (byli też tacy, którzy przylecieli paralotniami), wyłączyło prąd i nagle wdarło się na teren festiwalu, otwierając ogień we wszystkich kierunkach. Główne uzbrojenie bojowników stanowiły karabiny AK-47 i granatniki.
Atak bojowników Hamasu wywołał masową panikę. Tysiące ludzi zaczęło biec do swoich samochodów lub uciekać pieszo we wszystkie możliwe strony. Wielu uciekających otrzymało postrzał w plecy. Wezwany na miejsce festiwalu ratownik medyczny podał, że na ludzi chcących opuścić teren festiwalu przez wyjścia awaryjne, czekały oddziały bojowników, które mordowały ich na miejscu. Relacja jednej z uczestniczek festiwalu mówiła z kolei, że niektórzy ludzie wskakiwali do dowolnych samochodów, a droga wyjazdowa z terenu festiwalu została usłana spalonymi samochodami. Bojownicy strzelali do odjeżdżających samochodów, a także blokowali drogi i organizowali zasadzki na uciekające pojazdy. Skuteczne unikanie zagrożenia znacznie utrudniała festiwalowiczom otwarta przestrzeń, niezapewniająca zbyt wielu miejsc do ukrycia się, zwłaszcza, że wśród broni używanej przez bojowników były także karabiny snajperskie i ciężka artyleria.
Niektórzy uczestnicy festiwalu godzinami udawali martwych dopóki nie usłyszeli hebrajskojęzycznych rozmów oznaczających nadejście pomocy. Inni z kolei przez wiele godzin ukrywali się w pobliskich krzakach i sadach owocowych, czekając na możliwy ratunek ze strony izraelskich żołnierzy. Bojownicy Hamasu wiedzieli jednak o tych kryjówkach i prowadzili ich metodyczny ostrzał. W końcu, jak podała w relacji jedna z uczestniczek ukrywających się wśród krzewów i drzew, po trzech godzinach usłyszano głosy żołnierzy. Inny uczestnik opisał całość ataku na festiwal jako „cztery-pięć godzin horroru”.
Jednej z grup festiwalowiczów około 7:55 udało się uciec do kibucu Re’im, gdzie ukryli się w schronie przeciwbombowym. W grupie znajdował się izraelski żołnierz Aner Szapira, który, według doniesień medialnych, najpierw podjął walkę z bojownikami Hamasu mając do dyspozycji „jedynie nóż, stłuczoną butelkę i gołe ręce”, a następnie odrzucał wrzucane przez nich do schronu granaty ręczne. W sumie zdołał odrzucić siedem zanim ósmy śmiertelnie go zranił. Media podkreślały potem jego bohaterstwo stwierdzając, że swymi działaniami uratował życie co najmniej siedmiu ukrywającym się wraz z nim osobom.
Rozmiary tragedii na terenie festiwalu pokazywały zamieszczane w internecie materiały filmowe. Izraelska stacja telewizyjna Keszet 12 podała, że dziesiątki festiwalowiczów ewakuowano jeepami do miasta Ofakim, które samo było pod ostrzałem Hamasu, gdzie mogli się spotkać ze znajomymi i rodziną. Natomiast zgodnie z doniesieniami portalu internetowego Ynet część rannych została przewieziona do szpitali na południu Izraela, w tym do Soroka Medical Center w Beer Szewie.
Bojownicy Hamasu nieznaną początkowo liczbę uczestników festiwalu porwali i zabrali do Strefy Gazy jako zakładników. Wśród porwanych, a oficjalnie uznawanych za zaginionych znaleźli się też obcokrajowcy i osoby o mieszanym pochodzeniu lub podwójnym obywatelstwie, m.in. Brytyjczyk Jake Marlowe, który na festiwalu pracował jako ochroniarz, mająca po matce chińskie pochodzenie Noa Argamani (w dniu ataku na festiwal w sieci pojawiło się nagranie wideo pokazujące Argamani oddzieloną od swojego chłopaka, a następnie ze związanymi rękami wiezioną na motocyklu), mającą izraelskie oraz niemieckie obywatelstwo Shani Louk (30 października 2023 roku Ministerstwo Spraw Zagranicznych Izraela potwierdziło jej śmierć) i trzy osoby o podwójnym izraelsko-brazylijskim obywatelstwie.
W późniejszym czasie w przestrzeni publicznej pojawiły się doniesienia o gwałtach i przypadkach innego rodzaju przemocy seksualnej dokonanych przez bojowników Hamasu na niektórych kobietach uczestniczących w festiwalu. Wśród nich były zeznania młodej kobiety ocalałej z ataku Hamasu, która przed śledczymi z Lahaw 433, jednostki kryminalnej Policji Izraela, opisała zbiorowy gwałt a następnie morderstwo jednej z uczestniczek festiwalu. Zeznania te, będące jednym z tysięcy różnych dowodów zebranych przez policję, zostały opublikowane w izraelskich hebrajskojęzycznych i anglojęzycznych serwisach informacyjnych. Oprócz tego reporter izraelskiego dziennika „Ha-Arec” poinformował w serwisie Twitter (X), że policja zebrała także zeznania od członków służby poszukiwawczo-ratowniczej ZAKA, którzy twierdzili, że znaleźli nagie kobiety z obrażeniami i okaleczonymi narządami płciowymi, w tym niektóre ze związanymi dolnymi częściami ciała. Siły Obronne Izraela nie potwierdziły doniesień o gwałtach w trakcie lub po ataku z 7 października twierdząc, że nie uzyskały na ich potwierdzenie żadnych dowodów.

## Ofiary
Po ataku Ministerstwo Spraw Zagranicznych Izraela opublikowało zdjęcia pokazujące dziesiątki zwłok na terenie festiwalu. Zgodnie z informacjami podanymi przez służbę ZAKA, dzień po ataku na terenie festiwalu znaleziono co najmniej 260 ciał. Według komunikatu Policji Izraela z 17 listopada 2023 roku ostateczna liczba ofiar śmiertelnych ataku wyniosła 364, w tym 17 policjantów. Setki festiwalowiczów odniosło obrażenia, ponadto 40 z nich zostało uprowadzonych.
Wśród zabitych na festiwalu znaleźli się m.in. izraelski piłkarz Lior Asulin, dziennikarki Szai Regew i Ajelet Arnin, pracujące dla, odpowiednio, dziennika „Ma’ariw” i publicznego nadawcy Kan, oraz organizatorzy festiwalu, bracia bliźniacy Oszer i Michael Wakninowie.

## Śledztwo w sprawie ataku
Według raportów opublikowanych 17 listopada 2023 roku Policja Izraela na podstawie przesłuchań i własnego śledztwa doszła do wniosku, że Hamas nie wiedział wcześniej o festiwalu Supernova Sukkot Gathering, ale natrafił na niego przypadkiem i zdecydował się przeprowadzić atak. Do podobnych wniosków doszły też izraelskie organy bezpieczeństwa, których przedstawiciele jednocześnie założyli, że Hamas mógł dowiedzieć się o imprezie za pomocą dronów lub osób lecących na paralotniach, a następnie skierował bojowników na miejsce, w którym się odbywała, posługując się swoim systemem łączności.
Według dziennikarza „Ha-Arec” Josha Breinera anonimowe źródło policyjne podało, że śledztwo policji wykazało, że śmigłowiec Sił Obronnych Izraela, który ostrzelał bojowników Hamasu, „najwyraźniej trafił także w niektórych uczestników festiwalu muzycznego w Re’im”. 19 listopada 2023 roku policja skrytykowała doniesienia „Ha-Arec” i wydała oświadczenie, w którym stwierdziła, że jej śledztwo skupiało się tylko i wyłącznie na działalności policji, a nie na jakiejkolwiek działalności Sił Obronnych Izraela, w związku z czym nie dostarczyło „żadnych wskazówek na temat szkód wyrządzonych cywilom w wyniku działań powietrznych w tym miejscu”. W oświadczeniu wezwano także media, aby „wzięły odpowiedzialność za swoje publikacje i opierały się wyłącznie na oficjalnych źródłach”.
Dochodzenie służby bezpieczeństwa wewnętrznego Szin Bet wykazało, że izraelscy szpiedzy i dowódcy wojskowi odbyli nocne spotkania na kilka godzin przed wydarzeniami z 7 października, aby omówić możliwy atak Hamasu i wiedzieli o zagrożeniu dla festiwalu niedaleko Re’im. Organizatorów imprezy nie poinformowano jednak o możliwym niebezpieczeństwie. Według dziennika „Ha-Arec”, pierwsze spotkanie odbyło się około północy, a drugie o godzinie 3:00, jednak uczestnicy doszli do wniosku, że Hamas raczej prowadził ćwiczenia treningowe na granicy ze Strefą Gazy niż przygotowywał się do ataku terrorystycznego. Niemniej izraelskim żołnierzom nakazano zwiększenie liczby lotów obserwacyjnych za pomocą dronów, a jednostka znana jako „Team Tequila”, specjalnie przeszkolona w zakresie zapobiegania porwaniom, została wysłana do kibucu Nachal Oz.

## Reakcje

### Hamas
Hamas ustami swojego byłego ministra do spraw stosunków międzynarodowych Basema Naima, który 10 października udzielił wywiadu brytyjskiej stacji telewizyjnej Sky News, zaprzeczył faktowi zamordowania przez bojowników Hamasu setek cywilów podczas wszystkich wydarzeń związanych z atakiem na Izrael z 7 października, nazywając przypisywanie Hamasowi odpowiedzialności za te zbrodnie „izraelską propagandą”. Z kolei w udzielonym 12 października dla katarskiej stacji telewizyjnej Al-Dżazira wywiadzie Saleh al-Aruri, zastępca przywódcy Hamasu, stwierdził, że śmierć izraelskich cywilów była efektem ich starć z cywilnymi mieszkańcami Strefy Gazy, którzy weszli na terytorium Izraela po tym, jak Hamas pokonał siły izraelskiej Dywizji Gaza w regionie.

### Autonomia Palestyńska
19 listopada 2023 roku Ministerstwo Spraw Zagranicznych Autonomii Palestyńskiej w oficjalnym oświadczeniu umieszczonym na stronie internetowej Autonomii oraz przesłanym do ministerstw spraw zagranicznych wszystkich państw świata, a także do ONZ zaprzeczyło, że bojownicy Hamasu dokonali masakry na festiwalu muzycznym w pobliżu kibucu Re’im i jednocześnie stwierdziło, że winę za śmierć setek uczestników festiwalu ponoszą „izraelskie śmigłowce”. Zarzuty te oparto na publikacji dziennika „Ha-Arec” dotyczącej rzekomego śledztwa izraelskiej policji na temat działań jednego z wojskowych śmigłowców przeciwko bojownikom Hamasu, w trakcie którego miało nastąpić uderzenie w Izraelczyków bawiących się na festiwalu, przy czym jednak w artykule mowa była tylko o kilku izraelskich ofiarach śmiertelnych, a nie o dużej ich liczbie. Według władz Autonomii, po ostrzale izraelskich śmigłowców miało dojść do uruchomienia tzw. Dyrektywy Hannibala, która „pozwoliła okupacyjnej policji i wojsku na zabicie wszystkich”. Dzień później Autonomia Palestyńska usunęła ze strony internetowej oświadczenie i poinformowała Radę Bezpieczeństwa Narodowego Stanów Zjednoczonych, że treść oświadczenia nie była jej oficjalnym stanowiskiem.

### Rodziny ofiar

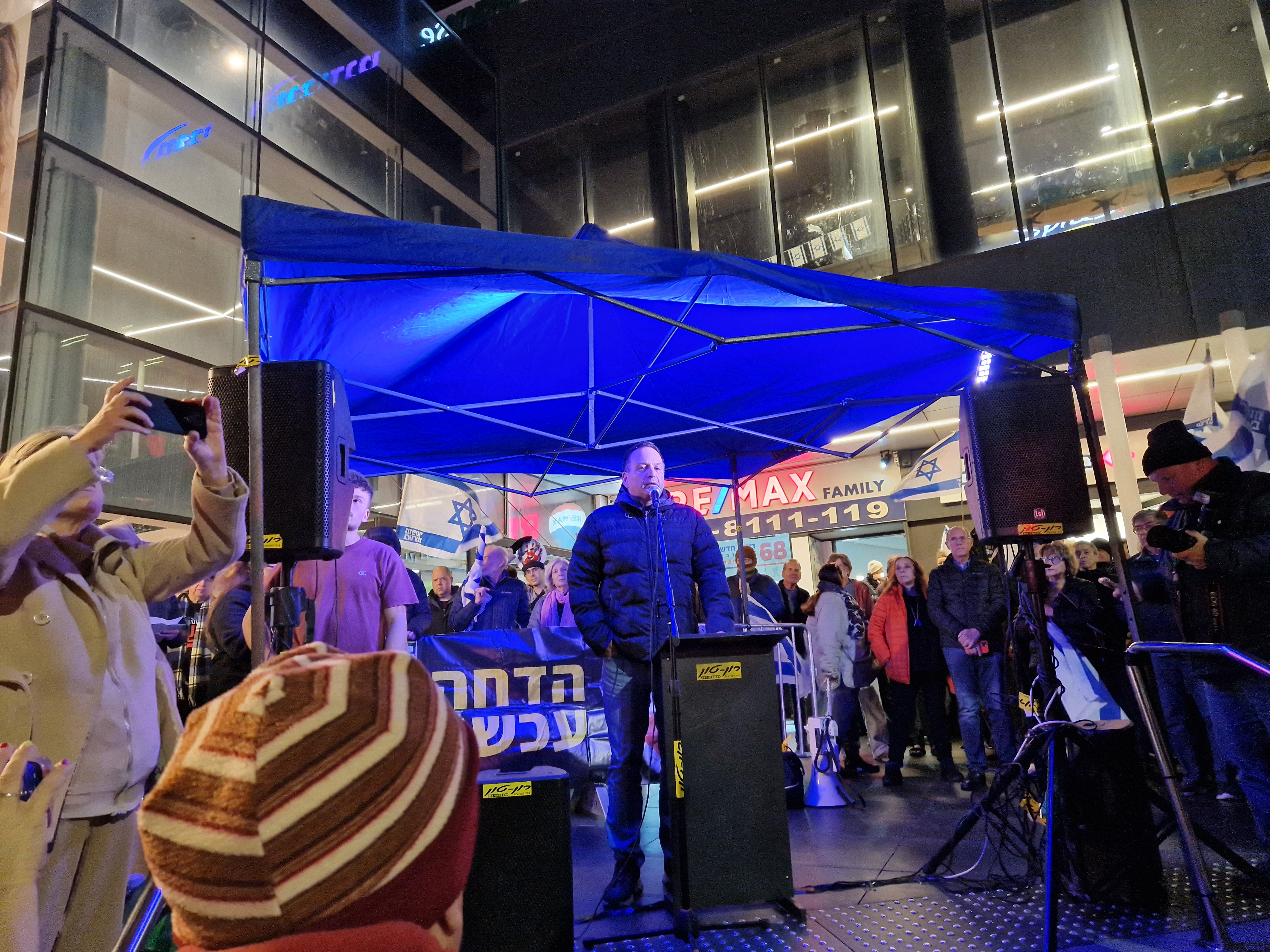
Eran Litman, ojciec zamordowanej przez Hamas na festiwalu Supernova Oriji Litman, podczas przemówienia na demonstracji rodzin ofiar w Hajfie 13 stycznia 2024 roku

12 grudnia 2023 roku przedstawiciele około 200 rodzin zamordowanych uczestników festiwali Supernova i Psyduck spotkali się w jednym z hoteli w Tel Awiwie, gdzie utworzyli grupę o nazwie Party Flowers Forum, której głównym celem miało być domaganie się powołania przez izraelski rząd niezależnej komisji dochodzeniowej w celu zbadania wszelkich zaniedbań prowadzących do wydarzeń z 7 października.

## Wykorzystanie w kulturze
9 października 2023 roku irlandzki zespół U2 podczas koncertu w Las Vegas złożył hołd ofiarom masakry na festiwalu Supernova dedykując im utwór „Pride (In the Name of Love)”, któremu na tę okoliczność zmieniono tekst tak, aby nawiązywał do wydarzeń sprzed dwóch dni. 28 listopada na miejscu masakry odbył się specjalny trwający cały dzień koncert pięciu DJ-ów bez udziału publiczności – zamiast niej w odpowiednim miejscu stały słupki z zawieszonymi na nich plakatami z twarzami wszystkich 364 śmiertelnych ofiar masakry, a oprócz tego twarze zabitych były także wyświetlane na ekranach.
6 grudnia 2023 roku na izraelskim kanale satelitarnym Yes Docu premierę miał opisujący wydarzenia na festiwalu niedaleko kibucu Re’im film dokumentalny #NOVA, który stworzono wyłącznie jako kompilację nakręconych na miejscu tragedii materiałów audio i wideo, bez żadnych relacji czy komentarzy. Pod koniec 2023 roku izraelscy twórcy nakręcili poświęcony masakrze na festiwalu film dokumentalny Supernova: The Music Festival Massacre, który 20 grudnia został udostępniony publicznym nadawcom telewizyjnym na całym świecie.
7 grudnia 2023 roku w Centrum Konferencyjnym Tel Awiwu otwarto instalację artystyczną 6:29, będącą szczegółowo odtworzonym miejscem festiwalu Supernova i zarazem jednym z pierwszych fizycznych pomników wydarzeń z 7 października. Instalacja, nazwana od godziny, w której ucichła grana na festiwalu muzyka, a jednocześnie zawyły syreny ostrzegające przed nadlatującymi rakietami, obejmowała parkiet taneczny, namioty, spalone samochody, podziurawione pociskami przenośne toalety, a także dużą ilość osobistych rzeczy ofiar. Instalacja była dostępna dla publiczności przez dwa tygodnie, a wstęp na nią był płatny – pozyskane w ten sposób pieniądze przeznaczono na leczenie ocalałych ofiar i cele związane z podtrzymywaniem pamięci o tragedii na festiwalu.

## Pomoc dla ocalałych
Izraelska Narodowa Agencja do spraw Zabezpieczenia Społecznego formalnie uznała traumę i szkody poniesione przez osoby, które przeżyły masakrę na festiwalach Supernova i Psyduck. Ocalali mogą wysuwać prawne żądania dotyczące uznania ich za ofiary wypadków przy pracy, a także ofiary wrogich działań. Osoby fizyczne są uprawnione do otrzymywania różnych przywilejów, w tym pomocy finansowej, pomocy medycznej i psychologicznej, reprezentacji prawnej oraz odszkodowań za wszelkie straty lub szkody majątkowe.
1 stycznia 2024 roku 42 ocalałych z masakry złożyło pozew sądowy przeciwko Siłom Obronnym Izraela, służbie bezpieczeństwa wewnętrznego Szin Bet i Policji Izraela, domagając się od rzeczonych instytucji odszkodowania w wysokości 200 milionów nowych szekli za zaniedbania, które przyczyniły się do masakry.